# Казамарчано
Казамарчано (итал. Casamarciano) — коммуна в Италии, располагается в регионе Кампания, в провинции Неаполь.
Население составляет 3283 человека, плотность населения составляет 547 чел./км². Занимает площадь 6 км². Почтовый индекс — 80032. Телефонный код — 081.
Покровителем коммуны почитается святой папа Римский Климент I. Праздник ежегодно празднуется 23 ноября.